# Polnoe sobranie russkich letopisej
Polnoe sobranie russkich letopisej (PSRL) – serie roczników pisanych w średniowieczu złożonych z wielu rodzajów rękopisów kronik o Księstwie Moskiewskim oraz ludów wschodnich Słowian. Były wielokrotnie redagowane w czasach carskiej Rosji, następnie w czasie ZSRR oraz Rosji.